# باول توبياس
باول توبياس (بالإنجليزية: Paul Tobias)‏ هو عازف قيثارة وموسيقي أمريكي، ولد في 6 فبراير 1963 في إنديانابوليس في الولايات المتحدة.

## وصلات خارجية
- باول توبياس على موقع ميوزك برينز (الإنجليزية)
- باول توبياس على موقع أول ميوزيك (الإنجليزية)
- باول توبياس على موقع أول ميوزيك (الإنجليزية)
- باول توبياس على موقع أول ميوزيك (الإنجليزية)
- باول توبياس على موقع ديسكوغز (الإنجليزية)